# Mark Crear
Pour les articles homonymes, voir Crear.
Mark James Crear (né le 2 octobre 1968 à San Francisco) est un athlète américain spécialiste du 110 mètres haies.

## Biographie
Le meilleur temps du hurdleur californien est de 12 secondes 98 accompli le 5 juillet 1999 à Zagreb en Croatie.

### Palmarès
| Date | Compétition           | Lieu    | Résultat | Épreuve     |
| ---- | --------------------- | ------- | -------- | ----------- |
| 1993 | Finale du Grand Prix  | Londres | 4e       | 110 m haies |
| 1995 | Finale du Grand Prix  | Monaco  | 1er      | 110 m haies |
| 1996 | Jeux olympiques       | Atlanta | 2e       | 110 m haies |
| 1997 | Championnats du monde | Athènes | 7e       | 110 m haies |
| 1997 | Finale du Grand Prix  | Fukuoka | 1er      | 110 m haies |
| 1999 | Finale du Grand Prix  | Munich  | 1er      | 110 m haies |
| 2000 | Jeux olympiques       | Sydney  | 3e       | 110 m haies |